# Miroslav (okres Znojmo)
Miroslav (moravsky Miroslava; německy Mißlitz, Mislitz) je město v okrese Znojmo v Jihomoravském kraji, 22 km severovýchodně od Znojma v nadmořské výšce 240 m. Žije zde přibližně 3 100 obyvatel. Jedná se o vinařskou obec ve Znojemské vinařské podoblasti (viniční tratě Weinperky, U vinohradu, Vinohrádky).

## Přírodní poměry
Kolem města jsou vinice, na jižním okraji se na Markově (300 m) a okolních kopcích rozkládá vinicemi přerušovaná NPP Miroslavské kopce. Potok Miroslavka, který tekl přes město, je sveden do podzemí, napájí 1,5 km vzdálený Miroslavský rybník s bohatou ptačí faunou. Rybník je jediný, který zbyl ze systému čtyř rybníků.

## Historie

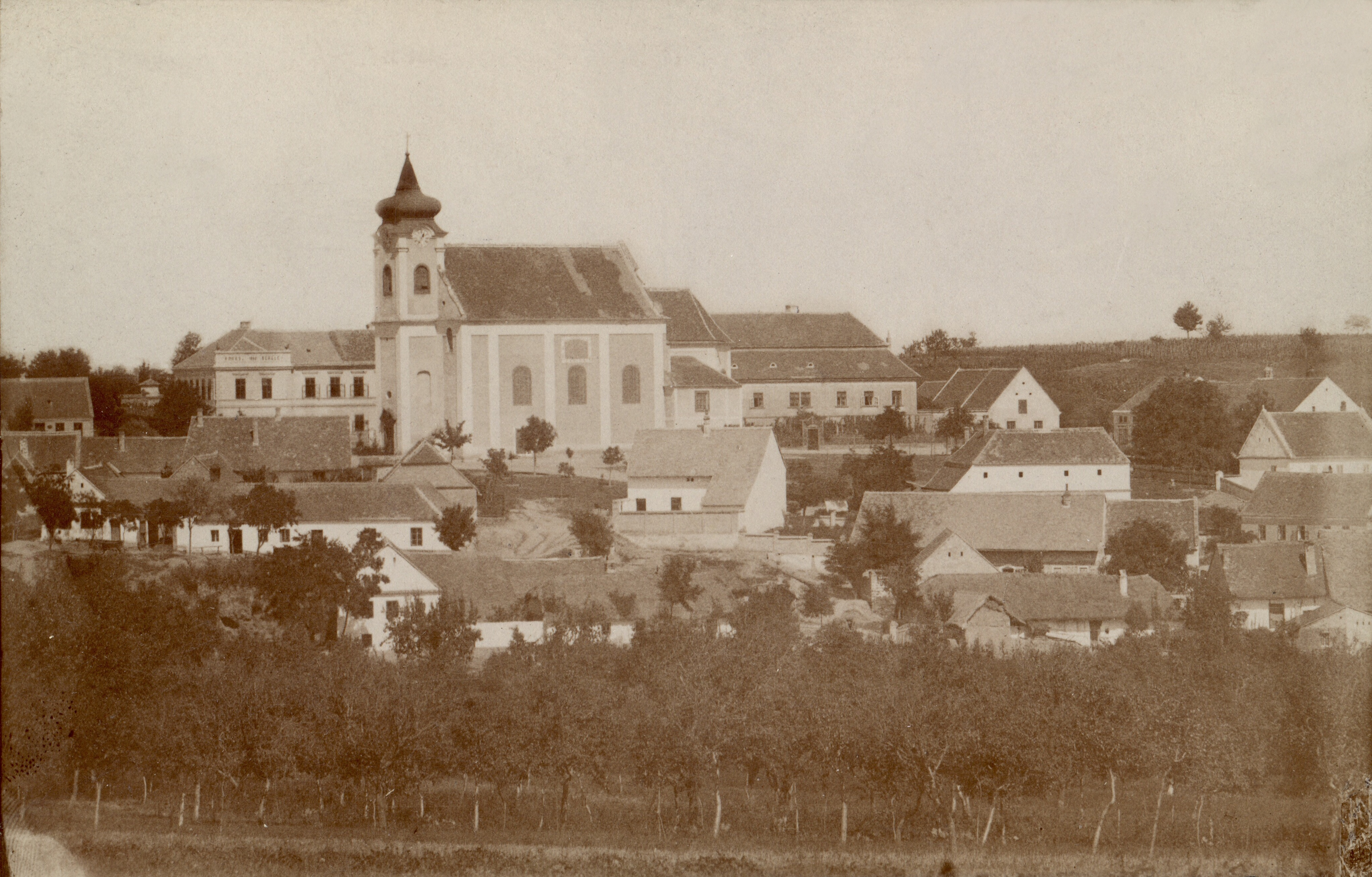
Miroslav zhruba v roce 1895

První písemná zmínka o Miroslavi pochází z roku 1222, kdy kvůli konkordátu českého krále Přemysla Otakara I. s církví připadly tyto majetky premonstrátskému klášteru Na Louce ve Znojmě. Tato zmínka se pravděpodobně vztahuje k nejstarší části současného města, Pemdorfu (České Vsi), ležícímu u kostela svatého Petra a Pavla, severně od Miroslavky. Ve 13. století užíval přídomek "z Miroslavi" původem rakouský šlechtický rod, pečetící erbem tří leknínových listů, podle svého zdejšího majetku a sídla. V neznámé době byl na severním úbočí Markova kopce založen Václavov (poprvé zmiňován 1368) a v kotlině mezi nimi trhová Prostřední Ves (první zmínka 1387), na kterou přešlo jméno Miroslav a která tvoří centrum dnešního města. Prostřední Ves byla roku 1533 povýšena králem Ferdinandem I. na žádost Zikmunda Valeckého z Mírova na městečko s pečetním právem a uděleným znakem půl orla (orlice) a dvou vinných hroznů. V tomto sídlištním seskupení žilo české, německé i židovské obyvatelstvo. Pemdorf byl k Miroslavi připojen v roce 1899, Václavov v roce 1908. Mezi dnešními ulicemi Radniční a Brněnská byla židovská obec, která v roce 1825 čítala 88 domů; do dnešní doby zbylo jen několik málo domů. Dnes je na jejím místě park kolem bývalé synagogy z roku 1845, která byla v letech 1956–1957 zásadně přestavěna na kulturní dům. Více než třetina domů byla zničena či těžce poškozena při bombardování města na konci druhé světové války 7. května 1945.
Nejstarší podoba městského znaku je známa z jeho stručného popisu v nedochovaném privilegiu z roku 1533 a pečeti ze 17. století. Stávající provedení tinktur (zbarvení) získal znak v roce 1999, kdy předseda Poslanecké sněmovny udělil městu i vlajku (prapor). Autorem byl heraldik PhDr. Zdeněk Kubík.

## Části města
- Miroslav
- Kašenec

Od 1. července 1980 do 23. listopadu 1990 k městu patřily i Suchohrdly u Miroslavi.

## Pamětihodnosti
- miroslavský zámek v centru města. Jeho nejstarší jádro tvoří mohutná obdélná budova, obklopená pozdějšími přístavbami. Původně pozdně gotická vodní tvrz byla v 16. století renesančně přestavěna a rozšířena rody Valeckých z Mírova a Hodických z Hodic. Další stavební úpravy proběhly v první polovině 18. století, během vlastnictví louckých premonstrátů. V současnosti je částečně rekonstruovaný zámek ve vlastnictví města Miroslav a slouží výstavním účelům.
- kostel svatého Petra a Pavla – jednolodní barokní chrám vystavěný v letech 1722–1729 louckými premonstráty. Situován v severní části města.
- barokní jednopatrová fara z roku 1732 naproti kostelu
- barokní sýpka z roku 1737
- kostel Českobratrské církve evangelické, toleranční modlitebna z roku 1846
- bývalá synagoga z let 1843–1845, po přestavbě slouží jako kulturní dům
- židovský hřbitov založený v 16. století, obsahuje kolem šesti set náhrobních kamenů

## Samospráva
Od roku 1998 do roku 2014 byl starostou Miroslavi Augustin Forman (nestraník za KSČM), místostarostou Roman Volf (nestraník za ČSSD). Na ustavujícím zasedání zastupitelstva 3. listopadu 2014 si oba funkce „prohodili“ – starostou byl zvolen dosavadní místostarosta Roman Volf. Prvním místostarostou se stal Augustin Forman (tentokrát za Sdružení pro přítomnost a budoucnost Miroslavi). Druhým místostarostou byl zvolen Drahoslav Mikulka (za sdružení Nestraníků). Po roce, v listopadu 2015, si starosta s místostarostou opět vyměnili funkce.
Dne 31. října 2018 byla novou starostkou zvolena Eliška Nohavicová ze sdružení Živá Miroslav, jež vyhrálo komunální volby a získalo 6 mandátů z celkových 15. Na zasedání zastupitelstva 2. prosince 2019 byl novým starostou zvolen Martin Plechatý.

## Partnerská města
- Medzev, Slovensko
- Svätý Jur, Slovensko

## Galerie

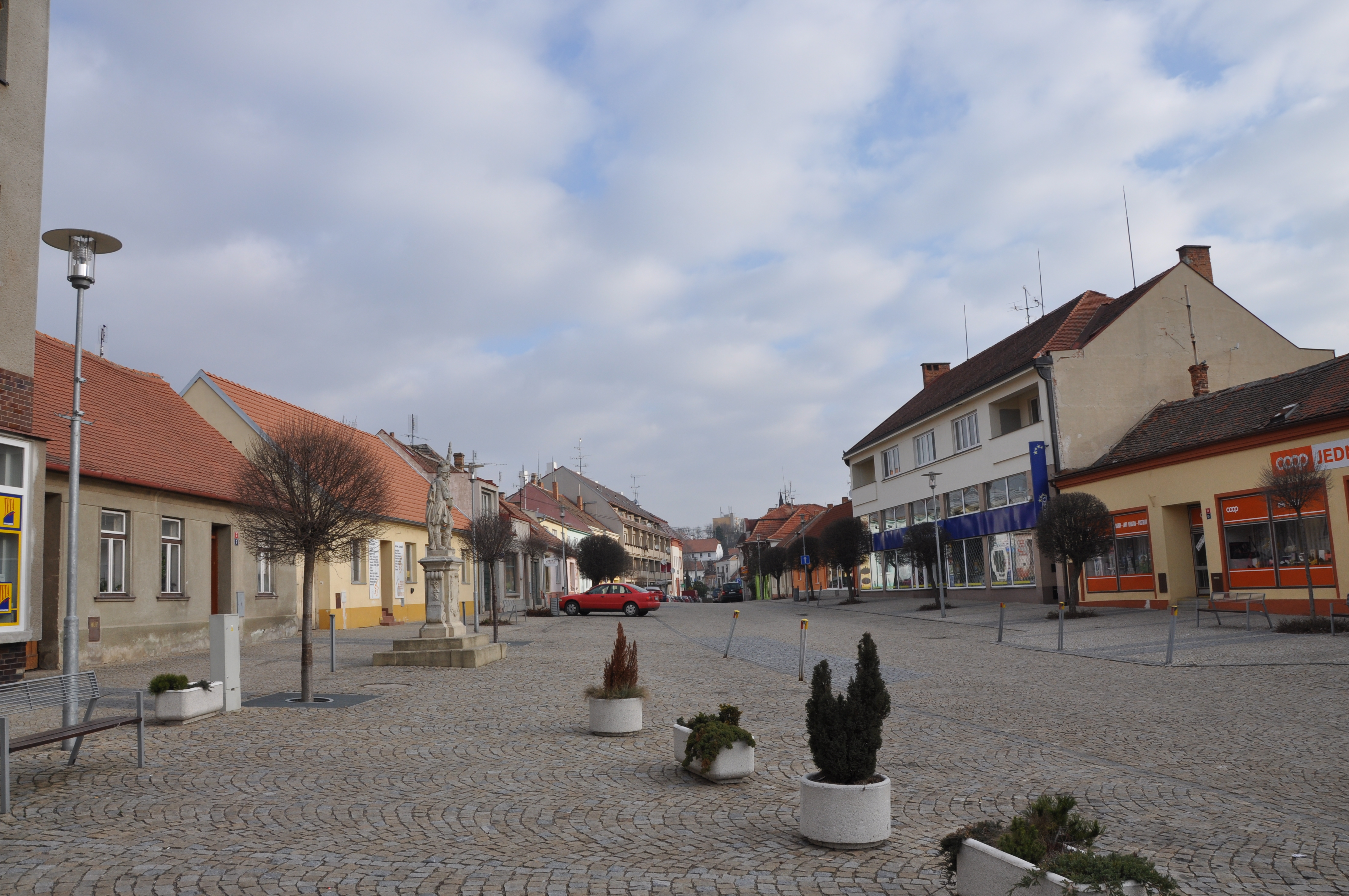
Náměstí Svobody
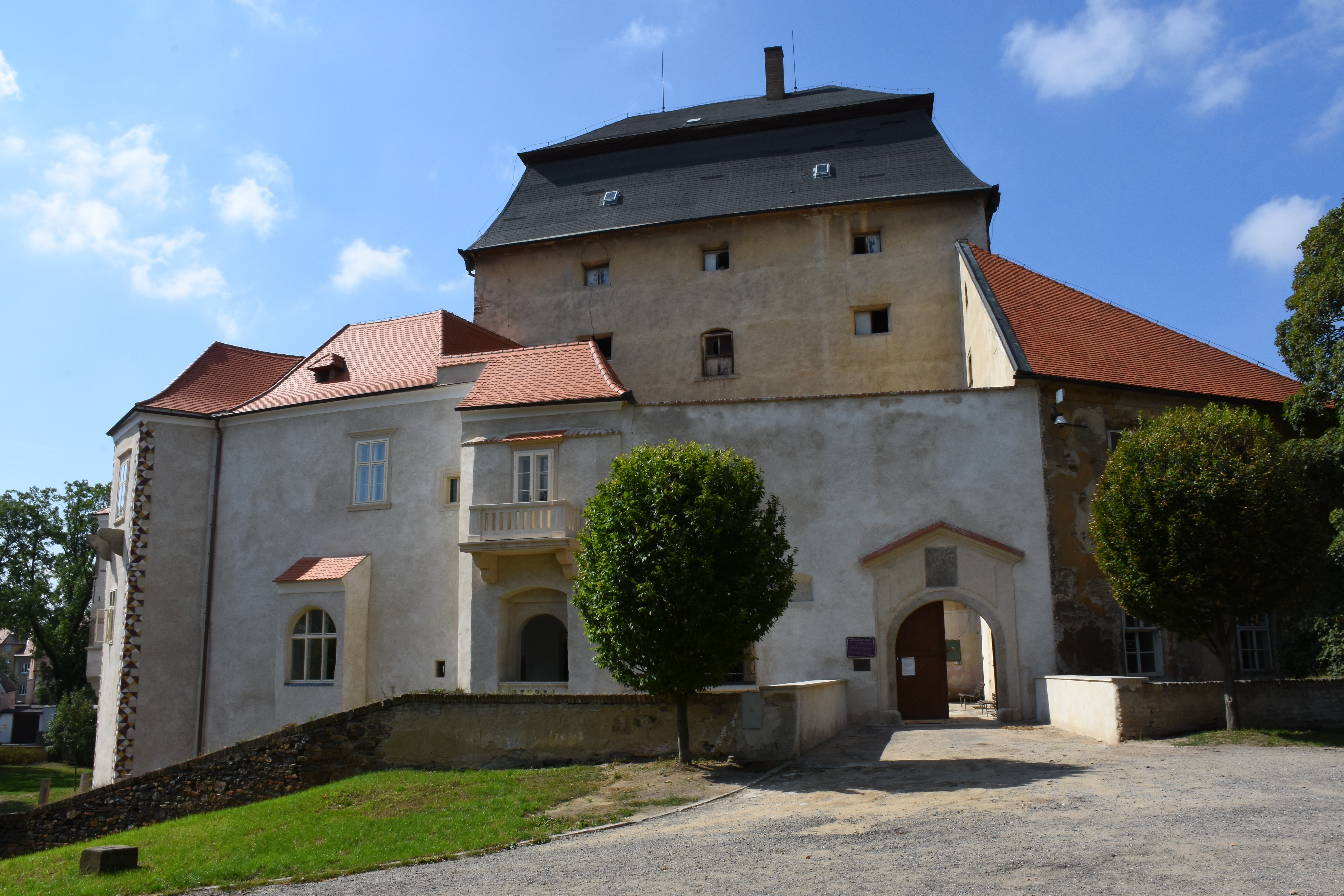
Zámek
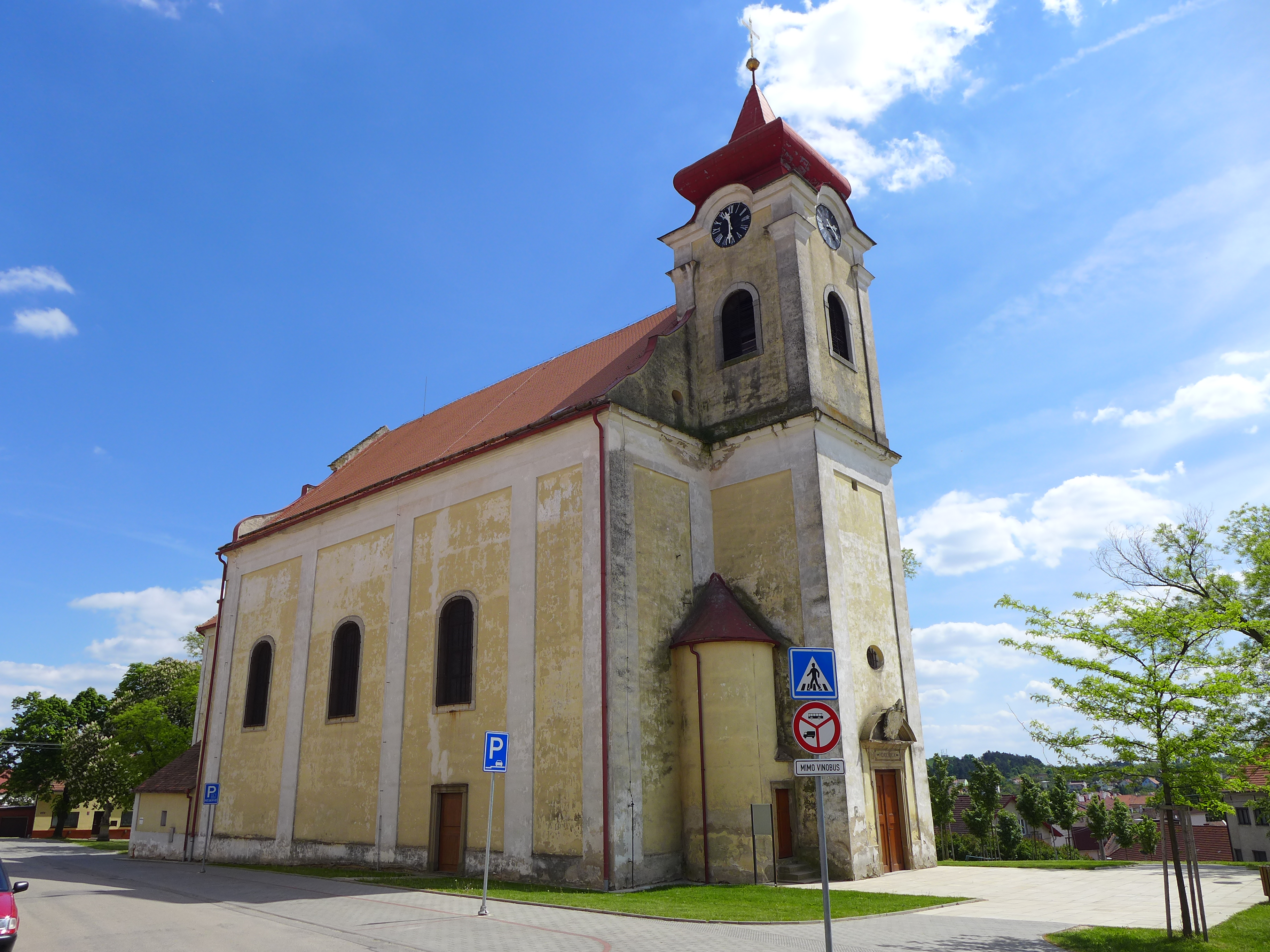
Kostel svatého Petra a Pavla
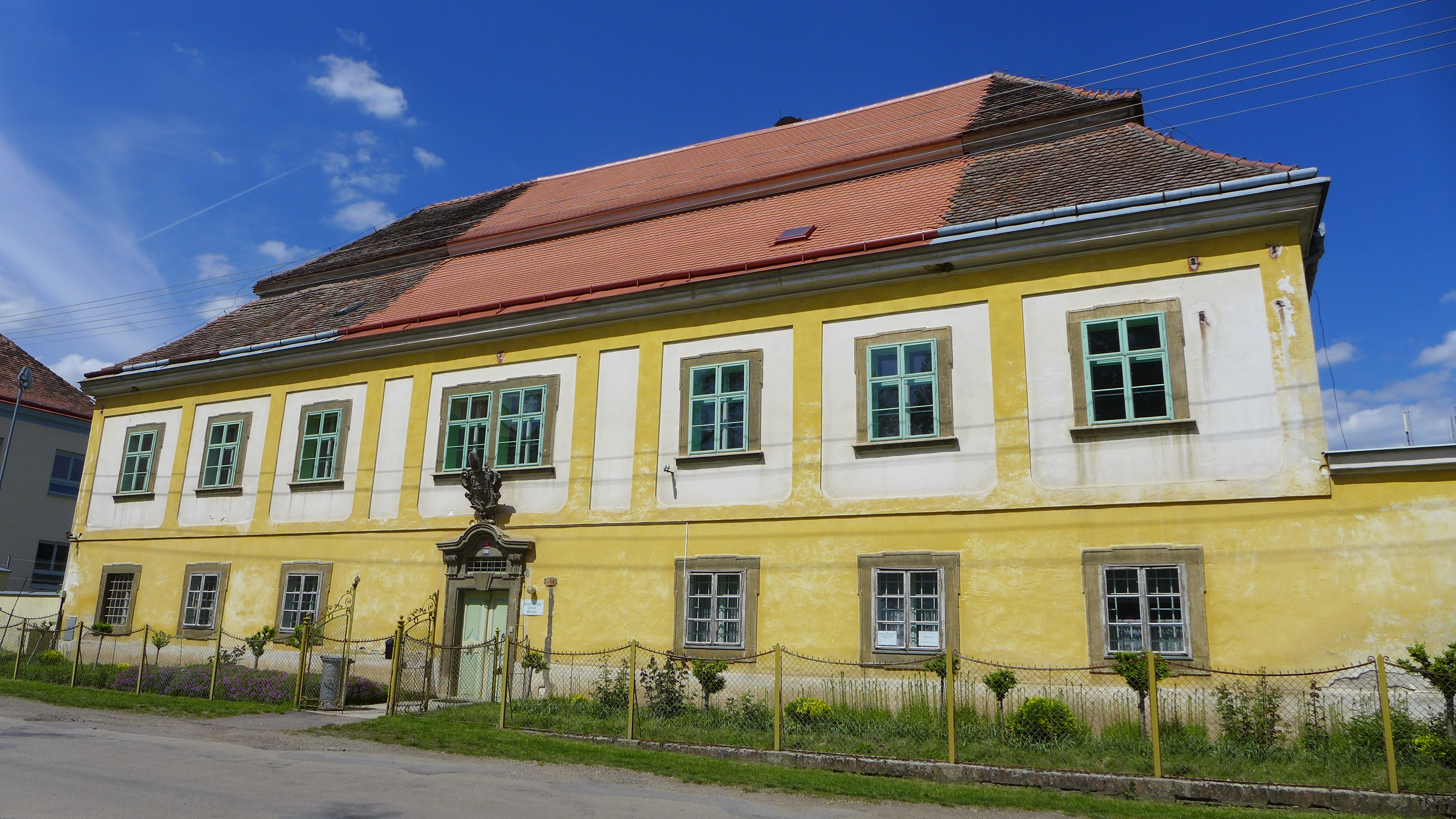
Fara
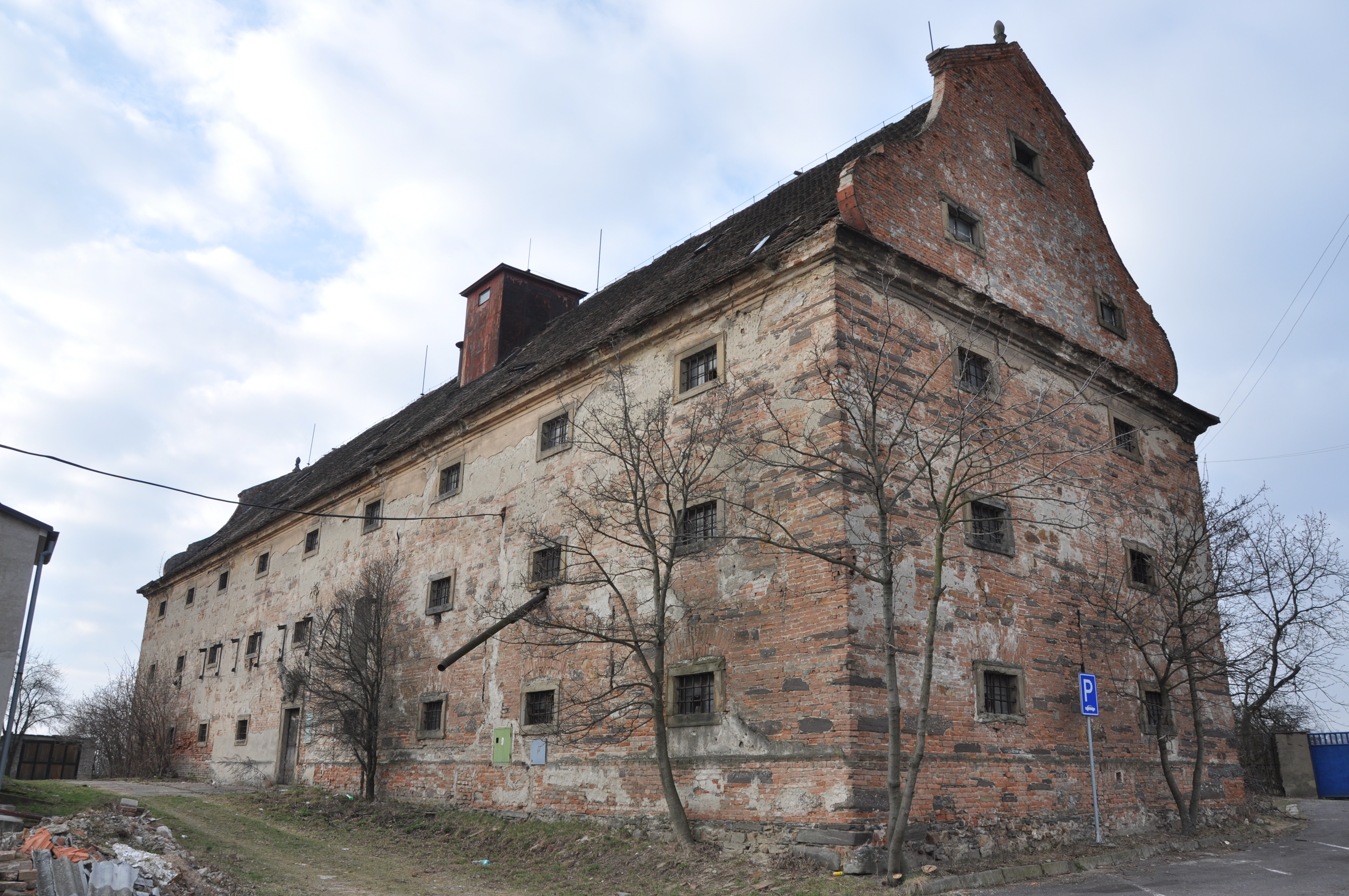
Barokní sýpka
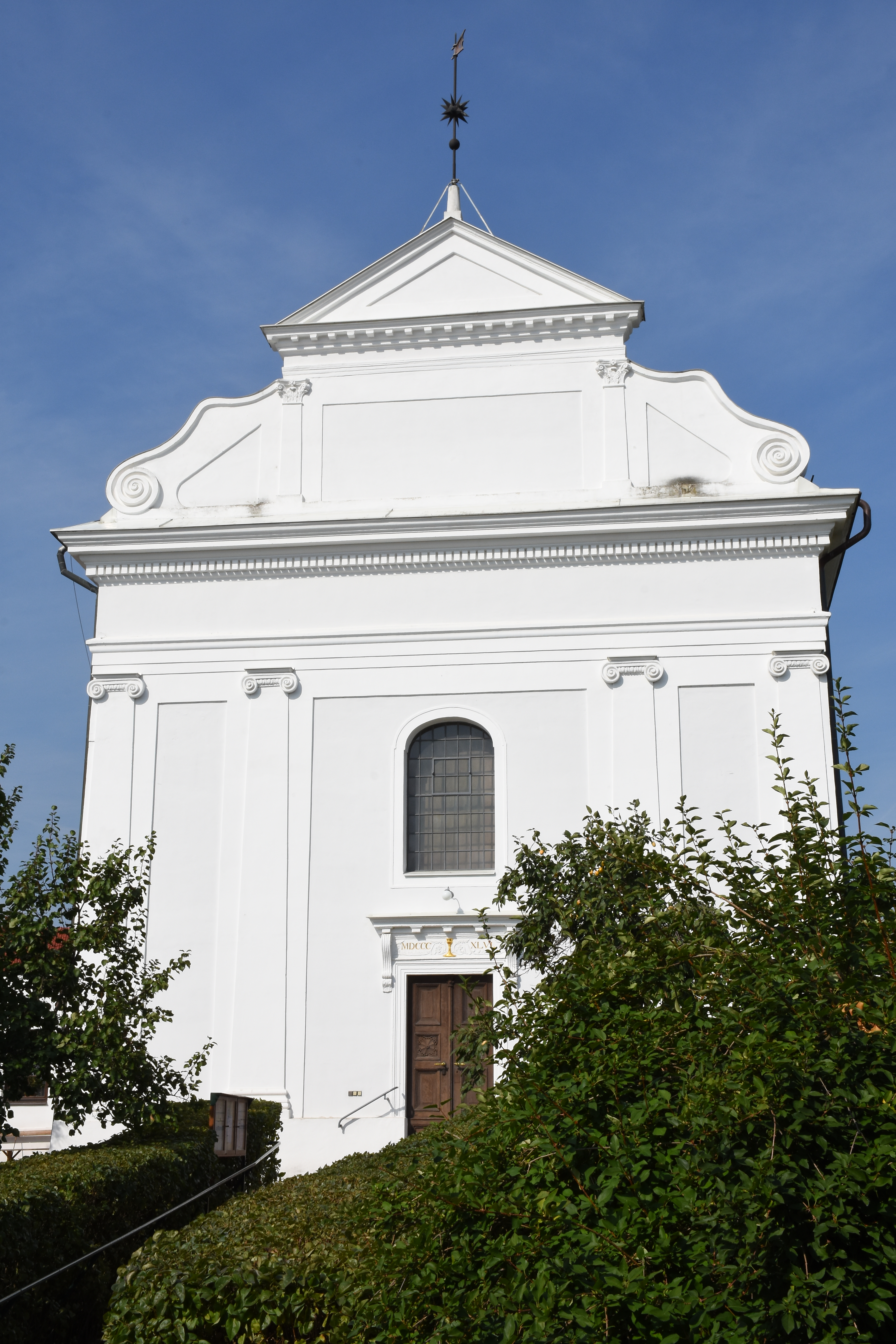
Evangelický kostel
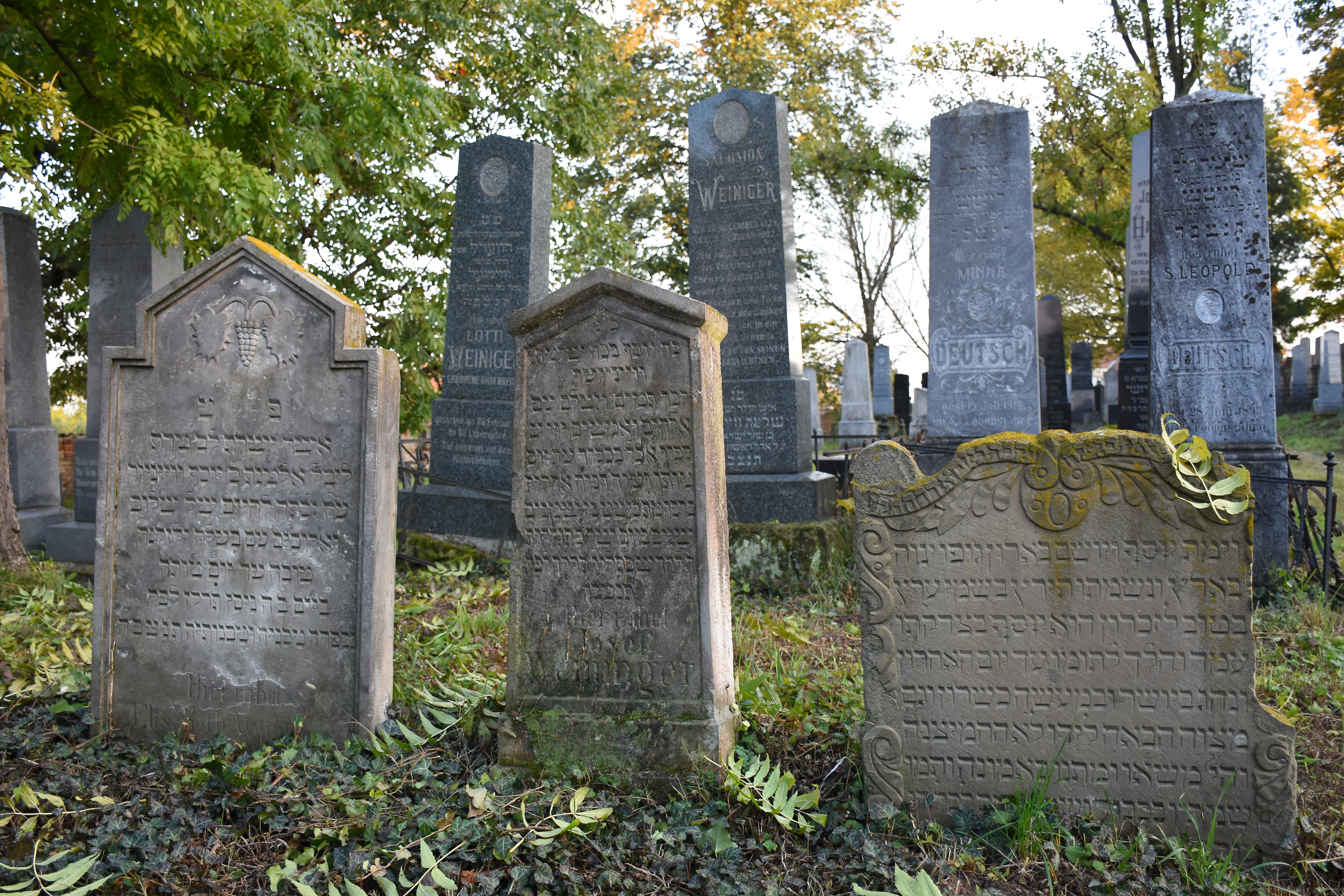
Židovský hřbitov